# Valle (Piloña)
Valle es una parroquia localizada en el concejo de  Piloña, en la Comunidad Autónoma del Principado de Asturias (España).

## Geografía
Situada en la parte central del municipio, limita al norte con el río Piloña y la  N-634 ; al sur, con la Sierra de Bedular; al este, con la parroquia de Villamayor, y al oeste con las feligresías de San Juan de Berbío, Espinaredo e Infiesto. Está atravesada de sur a norte por el río Valle, afluente del Piloña y de este a oeste por la carretera  PI-5 .
Su extensión es de 10,72 km² y su población en 2023 era de 317 habitantes.
La población de la parroquIa está dispersa en múltiples caserías como Castiellu, El Carazal o La Covaya  y cuenta con dos lugares, principales núcleos de población:
- Cardes, a 2 km de Infiesto con una población de 142 habitantes.[3] En el altozano de la ermita hay una capilla del siglo XVIII dedicada a la Visitación de Nuestra Señora.
- Valle, a 5,6 Km de la capital del concejo con una población de 135 habitantes.[4] Aquí encontramos a la iglesia parroquial erigida bajo la advocación de Santa María Magdalena.

## Demografía
A continuación, se muestra la evolución demográfica desde el año 2000:
| Gráfica de evolución demográfica de Valle entre 2000 y 2023                              |
|                                                                                          |
| Fuente: Instituto Nacional de Estadística de España - Elaboración gráfica por Wikipedia. |